# Neato
Neato es un género de arañas araneomorfas de la familia Gallieniellidae. Se encuentra en Australia. 

## Lista de especies
Según The World Spider Catalog 12.0:
- Neato arid Platnick, 2002
- Neato barrine Platnick, 2002
- Neato beerwah Platnick, 2002
- Neato kioloa Platnick, 2002
- Neato palms Platnick, 2002
- Neato raveni Platnick, 2002
- Neato walli Platnick, 2002